# Haplophthalmus teissieri
Haplophthalmus teissieri är en kräftdjursart som beskrevs av Legrand 1942. Haplophthalmus teissieri ingår i släktet Haplophthalmus och familjen Trichoniscidae. Inga underarter finns listade i Catalogue of Life.